# Communauté de communes Cère et Rance en Châtaigneraie
Die Communauté de communes Cère et Rance en Châtaigneraie ist ein ehemaliger französischer Gemeindeverband in der Rechtsform einer Communauté de communes im Département Cantal in der Region Auvergne-Rhône-Alpes. Die Communauté war nach den beiden Flüssen Cère und Rance benannt, die hier durch die Landschaft fließen. Der Verwaltungssitz war im Ort Saint-Mamet-la-Salvetat.

## Historische Entwicklung
Mit Wirkung vom 1. Januar 2017 fusionierte der Gemeindeverband mit  
- Communauté de communes Entre 2 Lacs,
- Communauté de communes du Pays de Maurs sowie
- Communauté de communes du Pays de Montsalvy

und bildete so die Nachfolgeorganisation Communauté de communes de la Châtaigneraie Cantalienne.

## Ehemalige Mitgliedsgemeinden
Der Communauté de communes Cère et Rance en Châtaigneraie gehörten alle elf Gemeinden des ehemaligen Wahlkreises Kanton Saint-Mamet-la-Salvetat an:
| Gemeinde                | Einwohner 1. Januar 2022 | Fläche km² | Dichte Einw./km² | Code INSEE | Postleitzahl |
| ----------------------- | ------------------------ | ---------- | ---------------- | ---------- | ------------ |
| Cayrols                 | 297                      | 9,22       | 32               | 15030      | 15290        |
| Marcolès                | 593                      | 52,89      | 11               | 15117      | 15220        |
| Omps                    | 318                      | 12,62      | 25               | 15144      | 15290        |
| Parlan                  | 470                      | 24,12      | 19               | 15147      | 15290        |
| Roannes-Saint-Mary      | 1.104                    | 35,36      | 31               | 15163      | 15220        |
| Le Rouget-Pers          | 1.288                    | 24,28      | 53               | 15268      | 15290        |
| Roumégoux               | 329                      | 13,29      | 25               | 15166      | 15290        |
| Saint-Mamet-la-Salvetat | 1.537                    | 51,49      | 30               | 15196      | 15220        |
| Saint-Saury             | 178                      | 30,11      | 6                | 15214      | 15290        |
| La Ségalassière         | 123                      | 6,57       | 19               | 15224      | 15290        |
| Vitrac                  | 269                      | 17,88      | 15               | 15264      | 15220        |